# ليكشور (أونتاريو)
ليكشور، أونتاريو (بالإنجليزية: Lakeshore)‏ هي مدينة كندية تقع في مقاطعة أونتاريو. تبلغ مساحة هذه المدينة 530.3152 (كم²)، ويبلغ عدد سكانها 33245 نسمة حسب إحصاء سنة 2006 م، بينما كان يسكنها 28746 نسمة في سنة 2001 م. تحتل هذه المدينة المرتبة رقم 125 بين مدن كندا حسب عدد السكان والمرتبة رقم 51 في المقاطعة. نما عدد السكان في هذه المدينة بنسبة (15.7) بين العامين المذكورين.

## معرض صور

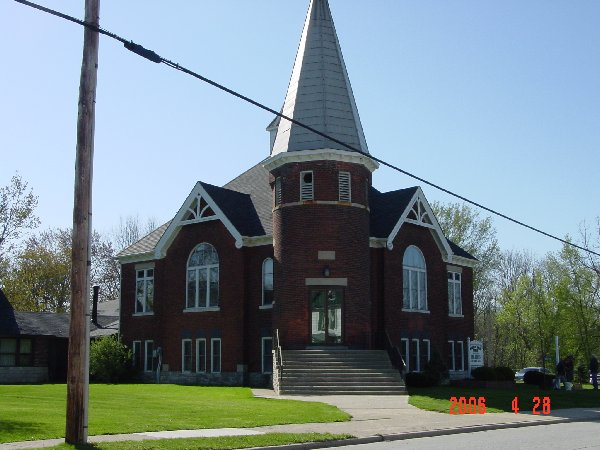
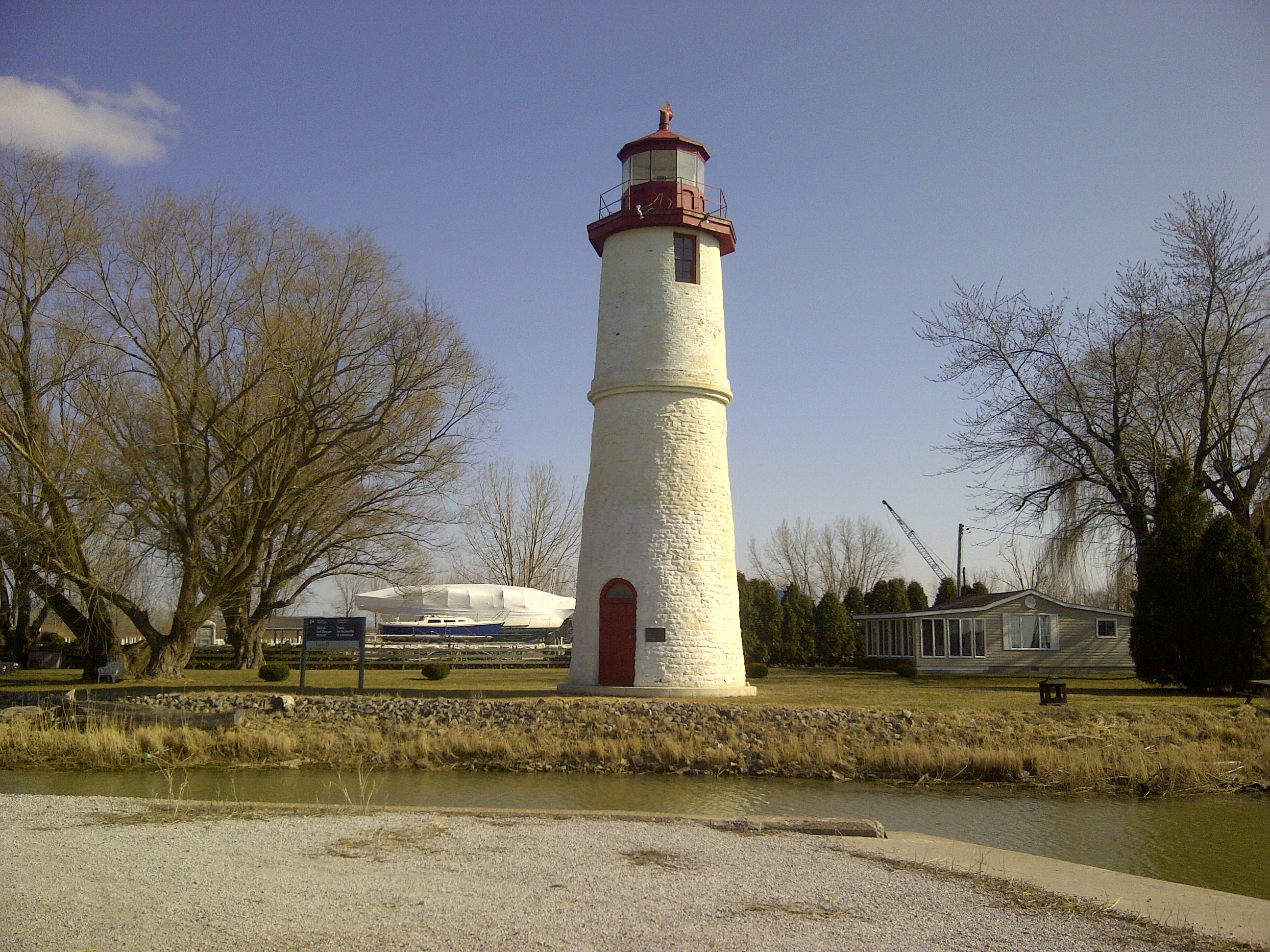
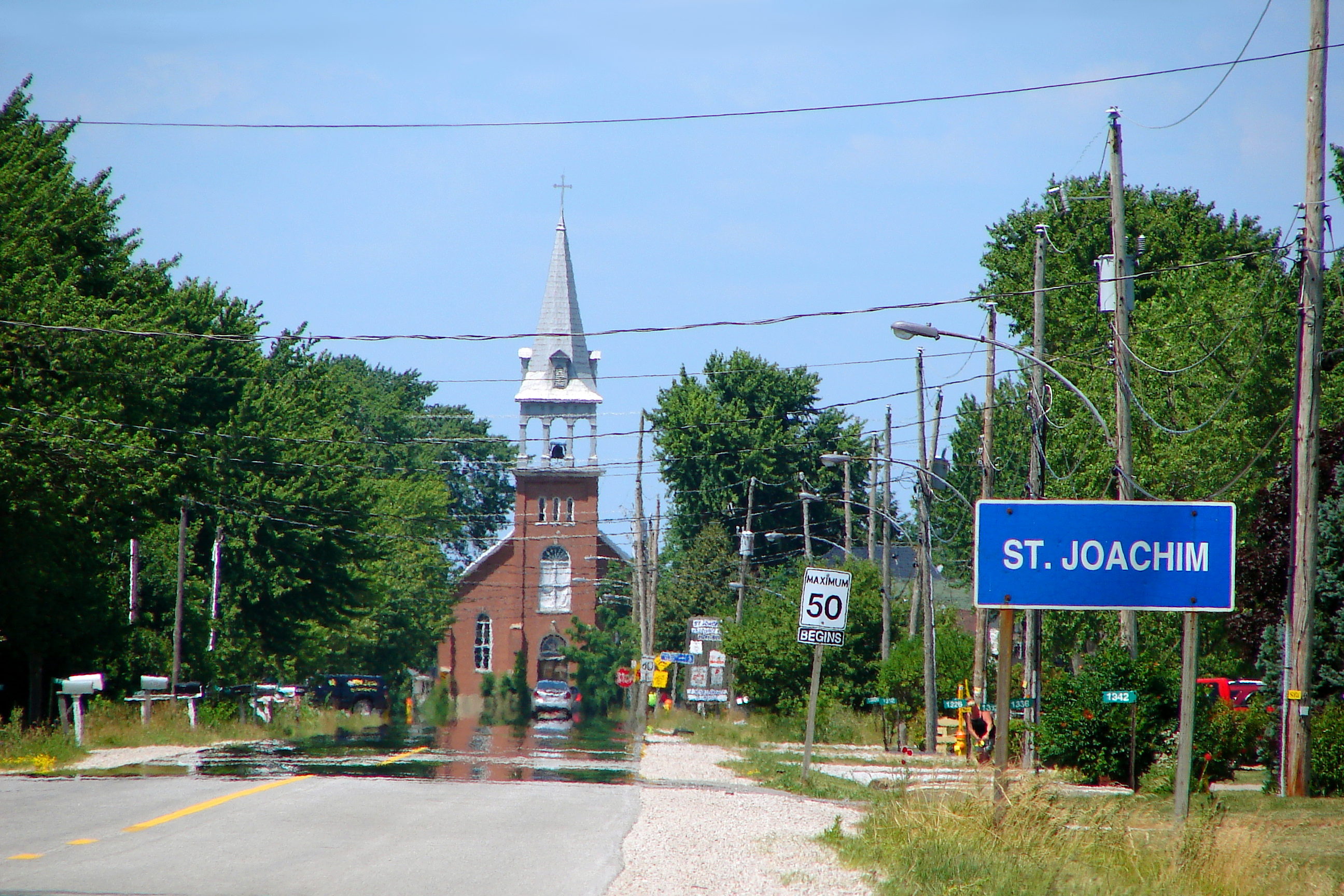

## أعلام
- جون الكسندر بوكانان
- باتريك ميخائيل هايز
- أشلي كولتر

## وصلات خارجية
- الأطلس الحكومي لكندا
- إحصاءات كندا مع ساعة تعداد السكان